# De dienaar van de vrek
De dienaar van de vrek is een volksverhaal uit India.

## Het verhaal
Een rijke man is erg gierig en de arbeiders blijven nooit het gehele jaar bij hem. De mensen vragen waarom ze hun jaarloon verspelen en horen dan dat de arbeiders alleen te eten krijgen als het druk is. Als de oogst binnen is, krijgen ze niks meer. Niemand wil de vrek nog helpen en als er iemand komt, wil diegene dagloon. Een jonge man, Kora, hoort alles en zegt dat hij niet zou weglopen. Hij zou het betaald zetten en drinkt een rijstebiertje met de vrek. Kora zegt dat hij niet zal weglopen, als hij genoeg loon krijgt. Bij goed werk, geeft de vrek tien maten rijst en kleding. Bij middelmatig belooft hij negen, of tien zonder kleding.
Kora zegt dan dat hij maar één rijstkorrel per jaar hoeft en een laagland groot genoeg om alle rijstkorrels te zaaien. Ook wil hij een maïskorrel en hoogland om dit te planten. Hij wil de gewone hoeveelheid kleren en driemaal daags een blad vol rijst. Als dit niet gebeurt, mag hij de vrek slaan en als het werk niet goed gebeurt dan mag de vrek hem slaan. Als Kora weg zou lopen, mag de vrek zijn pink afhakken. Maar als er minder loon komt dan beloofd, mag Kora de pink van de vrek afhakken. De vrek gaat met de voorwaarden akkoord en Kora zegt tegen een man dat hij getuige is van deze afspraak.
Kora gaat aan het werk en krijgt een blad van de salboom vol met rijst, het is maar een mondvol. De volgende dag brengt hij een blad van de bananenboom en hij eist dat het blad vol zal zijn. De man en zijn vrouw weigeren eerst, maar geven toch toe. Kora werkt hard en aan het eind van het jaar krijgt hij zijn rijstkorrel en maïskorrel als loon. Als het zaaitijd is, plant hij deze korrels en het volgende jaar heeft Kora een mandvol rijst en een mandvol maïs. Na zes jaar neemt hij het hele maïsveld van de vrek in beslag en een paar jaar later ook het hele veld voor de rijst. De vrek wordt arm en moet als knecht voor Kora werken, hij roept de dorpshoofden bijeen en huilt. Ze hebben medelijden en pleiten bij Kora, maar die vertelt dat God heeft gestraft.
De dorpshoofden vragen om toch wat land af te staan, maar Kora zegt dan de pink af te hakken. Dit is de enige mogelijkheid om van de belofte af te komen en alle mensen die tekort zijn gedaan door de vrek, worden dan door Kora betaald. Maar de vrek wil zijn pink niet missen. Kora zegt dan de helft van het land terug te geven. De vrek is blij en belooft zijn knechten goed te betalen. Hij geeft zijn dochter aan Kora om de schande te verminderen en geeft toe dat alles zijn eigen schuld was.

## Achtergronden
- Het verhaal komt uit Santal Parganas.
- Kora is een landloze arbeider, een klasse in India met vrijwel geen rechten.
- De moraal van het verhaal is wie niet sterk is, moet slim zijn.